# Elmegade
 Elmegade er en populær og befærdet sidegade mellem Nørrebrogade og Sankt Hans Torv på Indre Nørrebro i København. 
Elmegade er især kendt for sine små kreative butikker, herunder en række tøjbutikker, take-away restauranter, værtshuse og caféer. Området omkring Elmegade og Sankt Hans Torv kaldes af samme grund for "Nørrebros Latinerkvarter". 
Under besættelsen lagde Elmegade grund til flere skyderier og andre blodige sammentræf. Blandt andet eksploderede en bombe i beværtningen "Egely" i Elmegade nr. 23 i november 1944. Beværtningen blev fuldstændig raseret og mange ruder blev knust i nabolaget. Dog kom ingen personer til skade. Målet for bomben var sandsynligvis en frivillig fra Frikorps Danmark som boede i lejligheden umiddelbart over beværtningen . 
I 1945 blev også Johansens Maskinfabrik i Elmegade nr. 5 bombet af modstandsbevægelsen. Maskinfabrikken, der var kendt for at samarbejde med den tyske regering, bestod af en ca. 50 meter lang træbygning. Den efterfølgende brand i fabriksbygningen udviklede sig ret voldsomt, men efter en times tid fik brandvæsenet kontrol over situationen. Det var sabotøren selv, der havde alarmeret myndighederne, antagelig fordi der stadig var sprængstof i bygningen .